# December 1933
| Deze maand |
| --- |
| - Einde Drooglegging - Anarchistisch geweld in Spanje - Uitspraak in Rijksdagbrandproces - Premier Roemenië komt om bij aanslag |

De volgende gebeurtenissen speelden zich af in december 1933. Sommige gebeurtenissen kunnen één of meer dagen te laat zijn vermeld doordat ze op de datum staan aangegeven waarop ze bekend zijn geworden in plaats van de datum waarop ze werkelijk hebben plaatsgevonden.
- 1: In Danzig wordt per 1 januari de wettelijke sterilisatie ingevoerd.
- 1: Rudolf Hess en Ernst Röhm worden als rijksminister zonder portefeuille aan de Duitse regering toegevoegd.
- 2: Bij verkiezingen in Noord-Ierland krijgen de Unionisten 33 van de 52 zetels, en behouden dus hun meerderheid.
- 3: De neosocialisten in Frankrijk vormen officieel een politieke partij, de Parti Socialiste de France-Union Jean Jaurès. Belangrijke leden zijn onder meer Pierre Renaudel, Marcel Déat en Adrien Marquet.
- 5: Utah neemt als 36e van de 48 staten het 21e amendement aan. Hiermee wordt de Drooglegging in de Verenigde Staten officieel beëindigd.
- 6: Italië verklaart slechts in de Volkenbond te willen blijven als deze snel en ingrijpend hervormd wordt. Het land wenst:
  - Minder inspraak voor de kleinere landen
  - Vereenvoudigde procedures
  - Loslaten van de geest van het verdrag van Versailles en vergelijkbare verdragen
- 6: De uitslag van de Spaanse verkiezingen van 19 november en 3 december wordt bekendgemaakt. De rechtse partijen krijgen 207, centrumpartijen 167 en linkse partijen 99 zetels.
- 6: In West-Mongolië wordt een onafhankelijke staat uitgeroepen die de betrekkingen met China verbreekt en kennelijk onder Japanse invloed staat.
- 6: Japan wijst de Franse claim op de Koraaleilanden af.
- 8: In Duitsland wordt bekendgemaakt dat voor Kerstmis 5000 gevangenen uit de concentratiekampen amnestie zullen krijgen.
- 8: Japan verklaart dat zijn troepen tot 1 januari 1935 in Mantsjoekwo zullen blijven.
- 8: Bernadette Soubirous wordt heilig verklaard.
- 9: In Spanje breekt een anarchistische opstand uit. Bomaanslagen, straatgevechten en aanvallen op politie, openbare gebouwen en kerken vinden plaats.
- 10: De Ierse fascistische organisatie, bekend als de Blauwhemden, wordt verboden.
- 10: De anarchistische opstand in Spanje, die aanvankelijk onderdrukt leek te zijn, laait opnieuw op. De noodtoestand wordt uitgeroepen.
- 11: Koning Boris III van Bulgarije brengt een officieel bezoek aan Belgrado.
- 12: In Nederland vallen per 1 januari ook cocaïne en morfine onder de Opiumwet. Alle uitzonderingen behalve die voor wetenschappelijke doeleinden komen te vervallen.
- 12: De IJzeren Garde, een nationaalsocialistische partij in Roemenië, wordt verboden.
- 12: Japan eist rechtsgelijkheid voor zijn vloot. De bestaande Japanse vlootvoorstellen op de ontwapeningsconferentie worden ingetrokken; in plaats daarvan doet Japan een voorstel tot een volledige gelijkheid in de vorm van een maximaal totaal tonnage zonder verdere beperkingen.
- 13: Arthur Henderson, voorzitter van de Ontwapeningsconferentie, vraagt in een rede voor het Lagerhuis begrip voor het Duitse standpunt. Zijn rede wordt gezien als een aanval op Frankrijk.
- 13: William Bullitt treedt aan als de eerste Amerikaanse ambassadeur in de Sovjet-Unie.
- 14: De Osservatore Romano keurt in een artikel de Duitse sterilisatiewet in felle bewoordingen af.
- 14: De anarchistische opstand in Spanje komt ten einde. Er zijn 112 doden en 230 gewonden gevallen.
- 14: Paraguay claimt de overwinning in de Chaco-oorlog.
- 14: Een aantal muiters van Hr. Ms. De Zeven Provinciën krijgt tussen de 1 en 16 jaar gevangenisstraf opgelegd.
- 14: In Polen wordt een nieuwe grondwet voorgesteld, waarin de macht van de president aanmerkelijk vergroot wordt.
- 15: De Oberreichsanwalt maakt de eisen in het Rijksdagbrandproces bekend: doodstraf voor Marinus van der Lubbe en Ernst Torgler, vrijspraak wegens gebrek aan bewijs voor Georgi Dimitrov, Vasil Tanev en Blagoi Popov.
- 15: Het Italiaans-Russische non-agressiepact wordt geratificeerd.
- 16: De Elfstedentocht wordt gewonnen door Abe de Vries en Sipke Castelein.
- 17: Alejandro Lerroux vormt een nieuwe regering in Spanje.
- 17: Eoin O'Duffy, de leider van de Ierse Blauwhemden, wordt gearresteerd wegens het in gevaar brengen van de Ierse staat.
- 18-22 december: De Pelikaan vliegt in een recordtijd van 4 dagen, 4 uur, 40 minuten van Amsterdam naar Batavia.
- 21: Na bemiddeling door de Volkenbond sluiten Paraguay en Bolivia in de Chaco-oorlog een wapenstilstand. Naar verluidt zou Bolivia bereid zijn tot demilitarisatie van het betwiste gebied.
- 21: President Roosevelt geeft het National Labor Board het recht alle arbeidsconflicten te beslechten.
- 21: Het Ierse hooggerechtshof verklaart de gevangenneming van Eoin O'Duffy en John Sullivan onrechtmatig, waarna ze worden vrijgelaten.
- 23: De rechtbank in Leipzig veroordeelt Marinus van der Lubbe tot de doodstraf voor de Rijksdagbrand, maar spreekt de overige verdachten vrij.
- 23: Bij Lagny rijdt de trein Parijs-Straatsburg in op de trein Parijs-Nancy. Het aantal slachtoffers wordt geschat op 220 doden en 300 gewonden. Het is daarmee de grootste spoorwegramp tot dan toe.
- 26: Francesc Macià, de president van Catalonië, overlijdt.
- 25: Turkije en Japan sluiten een handelsovereenkomst.
- 28: Nederland bepleit bij Duitsland de omzetting van de doodstraf voor Marinus van der Lubbe in een lagere straf, omdat toen het misdrijf gepleegd werd, hierop nog niet de doodstraf stond.
- 28: Japan wenst geheel China ten noorden van de Chinese Muur, inclusief Mongolië, te bezetten.
- 28: Mantsjoekwo arresteert 25 Russische spoorwegmedewerkers op verdenking van spionage. Russische protesten worden verworpen. De Sovjet-Unie neemt als represaille 25 Mantsjoerijers gevangen als gijzelaars.
- 29: Amerikanen moeten al het goud in hun bezit bij de staat inleveren. Ze zullen tegen de officiële koers ($20.67 per ounce) schadeloos gesteld worden.
- 29: De regering van China eist de capitulatie van het opstandige 19e leger, arrestatie van de 'onafhankelijke' regering in Fukien en verbanning van Tsai Ting-kai.
- 29: De Roemeense premier Ion Duca wordt bij een aanslag gedood. Dader is het IJzeren Gardelid Nicolad Constantinescu.
- 30: In Nederland wordt het lidmaatschap van onder meer de NSB en Perhimpoenan Indonesia voor alle ambtenaren verboden.
- 30: Constantin Angelescu volgt de gisteren vermoorde Ion Duca op als premier van Roemenië.
- 30: In Spanje worden concentratiekampen ingericht.
- 31: Luis Companys volgt Francesc Macià op als president van Catalonië.
- 31: De Sovjet-Unie en Letland sluiten een handelsverdrag.

<< · januari · februari · maart · april · mei · juni · juli · augustus · september · oktober · november · december · >>